# Maureillas-las-Illas
Maureillas-las-Illas là một xã ở tỉnh Pyrénées-Orientales, miền nam Pháp. Xã có diện tích 42,1 km2, dân số năm 2006 là 2546 người.